# Va-Q-tec
 (avril 2024).
Va-Q-tec est une entreprise allemande fabricante de panneaux d'isolation sous vide et de composants de stockage d'énergie thermique ainsi que de thermobox et de conteneurs pour le transport de marchandises sensibles à la température, basée à Wurtzbourg.

## Histoire
Va-Q-tec est fondée en 2001 en tant que scission du Centre bavarois de recherche appliquée en énergie, institut de recherche extra-universitaire basé à Wurtzbourg. Le président du conseil d'administration Joachim Kuhn et l'ancien responsable du développement Roland Caps travaillent ensemble à la recherche et au développement de nouveaux types de matériaux isolants.
Le développement et l'utilisation de panneaux isolants sous vide économes en énergie et respectueux de l'environnement constituent le principal domaine d'activité de Va-Q-tec.
Lors de l'introduction en bourse de Va-Q-tec le 30 septembre 2016, environ 6,7 millions d'actions sont attribuées. Le prix d'émission est de 12,30 euros par action, le volume d'émission est de 82,9 millions d'euros.
Début 2020, va-Q-tec soutient les efforts mondiaux de lutte à grande échelle contre la pandémie de Covid-19 avec ses boîtes et conteneurs d'isolement de haute technologie. L'entreprise de taille moyenne, active au niveau international, propose des solutions de transport fiables pour les kits de test sensibles à la température et les médicaments dont on a un besoin urgent. La société annonce la conclusion d'un accord global avec l'une des plus grandes sociétés pharmaceutiques pour la distribution internationale d'un vaccin contre le SRAS-CoV-2. Selon va-Q-tec, près de deux milliards de doses de vaccin sont livrées dans le monde entier dans les boîtes et conteneurs thermiques de l'entreprise en 2021.

## Source
- (de) Cet article est partiellement ou en totalité issu de l’article de Wikipédia en allemand intitulé « Va-Q-tec » (voir la liste des auteurs).